# Nova Petrivșciîna, Ciornuhî
Nova Petrivșciîna (în ucraineană Нова Петрівщина) este un sat în comuna Hilți din raionul Ciornuhî, regiunea Poltava, Ucraina.

## Demografie
Componența lingvistică a localității Nova Petrivșciîna
     Ucraineană (100%)
Conform recensământului din 2001, toată populația localității Nova Petrivșciîna era vorbitoare de ucraineană (100%).